# Flavipanurgus fuzetus
Flavipanurgus fuzetus är en biart som beskrevs av Patiny 1999. Flavipanurgus fuzetus ingår i släktet Flavipanurgus och familjen grävbin. Inga underarter finns listade i Catalogue of Life.